# 蕭若元
蕭 若元（シウ・ヨクユン、Stephen Shiu Yeuk-yuen、1949年7月22日 - ）は、香港のテレビ、映画脚本家、実業家である。愛称は編劇聖手、蕭才子。籍貫は広東中山市。香港大学卒業。代表テレビドラマ脚本作品は『クロコダイル・ティアーズ』（原題：鱷魚淚）、『浮生六劫』、『天蠶變』、『大地恩情』など。
2001年、蕭定一と共にテレビドラマ製作／音楽製作会社「ワンドル・プロダクション」を設立。2003年、ワンドルプロの中文社名「一文元創作室有限公司」から「一元製作室有限公司」に変更。

## テレビドラマ作品
- 大丈夫
- クロコダイル・ティアーズ（原題：鱷魚淚）
- 變色龍
- 浮生六劫
- 天蠶變
- 大地恩情
- 十大奇案
- 十大騙案
- 大家姐與大狂魔
- 奇女子
- 天龍訣
- 湖海爭霸錄
- 武俠張三豐
- 少年張三豐
- 遊俠張三豐
- 浴血太平山
- 浴血太平山續集／再會太平山
- IQ成熟時
- 甜甜廿四味
- 女媧行動
- 大昏迷
- 沅花洗劍錄
- 沈聖衣
- 法內情2002
- 齊天大聖孫悟空
- カンフーサッカー（原題：功夫足球）

## 映画作品
- 靚妹仔
- 午夜麗人
- 急凍奇俠
- 公子多情
- 三狼奇案
- 省港奇兵
- 法內情
- 法內情大結局
- 英雄好漢
- 江湖情
- 玉蒲團之偷情寶鑑
- 鹿鼎記
- 鹿鼎記II 神龍教
- 飛女正傳
- 武壯元蘇乞兒
- 藍江傳之反黑組風雲
- 絕代雙嬌
- 跛豪
- 歲月風雲之上海皇帝
- 上海皇帝之勇霸天下
- 唐伯虎點秋香
- 偷天換日
- 逃學威龍3 龍過雞年
- 倚天屠龍記

プロデュサー
- 省港旗兵續集兵分兩路 (1987)
- 法內情 (1988)
- 月亮 星星 太陽 (1988)
- 公子多情 (1988)
- 三狼奇案 (1989)
- 急凍奇俠 (1989)
- 法內情大結局 (1989)
- 省港旗兵第三集 (1989)
- 省港旗兵4 地下通道 (1990)
- 跛豪 (1991)
- 玉蒲團之偷情寶鑑 (1991)
- 絕代雙驕 (1992)
- 武狀元蘇乞兒 (1992)
- 戰龍在野 (1992)
- 鹿鼎記II神龍教 (1992)
- 鹿鼎記 (1992)
- 飛女正傳 (1992)
- 藍江傳之反飛組風雲 (1992)
- 黑豹 (1993)
- 秘密檔案之殺馬行動 (1993)
- 飛狐外傳 (1993)
- 搭錯情人上錯床 (1993)
- 上海皇帝之雄霸天下 (1993)
- 一九四九之劫後英雄傳 (1993)
- 逃學威龍Ⅲ之龍過雞年 (1993)
- 黃鶯大戰阿拉丁 (1993)
- 歲月風雲之上海皇帝 (1993)
- 唐伯虎點秋香 (1993)
- 3D SEX & 禅（2011)

ストーリーボード
- 午夜麗人 (1986)
- 一代梟雄之三支旗 (1993)

俳優
- 毀滅號地車 (1983)

企画
- 卒仔抽車 (1982)
- 毀滅號地車 (1983)
- 行錯姻緣路 (1984)
- 歡場 (1985)
- 午夜麗人 (1986)
- 江湖情 (1987)
- 英雄好漢 (1987)
- 盡訴心中情 (1988)
- 火舞風雲 (1988)
- 省港旗兵第三集 (1989)
- 急凍奇俠 (1989)
- 現代靚妹仔 (1993)

製作総指揮
- 省港旗兵續集兵分兩路 (1987)
- 公子多情 (1988)

脚本
- 卒仔抽車 (1982)
- 有Friend冇驚 (1984)
- 午夜麗人 (1986)
- 英雄好漢 (1987)
- 江湖情 (1987)
- 鬼新娘 (1987)
- 公子多情 (1988)
- 法內情 (1988)
- 盡訴心中情 (1988)
- 月亮 星星 太陽 (1988)
- 急凍奇俠 (1989)
- 省港旗兵第三集 (1989)
- 三狼奇案 (1989)
- 法內情大結局 (1989)
- 省港旗兵 4地下通道 (1990)
- 跛豪 (1991)
- 飛女正傳 (1992)
- 歲月風雲之上海皇帝 (1993)
- 飛狐外傳 (1993)
- 上海皇帝之雄霸天下 (1993)
- 一九四九之劫後英雄傳 (1993)
- 一代梟雄之三支旗 (1993)
- 3D SEX & 禅（2011）